# 데이비 존슨
데이비드 앨런 ("데이비") 존슨(David Allen ("Davey") Johnson, 1943년 1월 30일 ~ )는 전 미국의 프로 야구 선수이자 감독이다. 그는 볼티모어 오리올스(1965 ~ 1972), 애틀랜타 브레이브스(1973 ~ 1975), 요미우리 자이언츠(1975 ~ 1976), 필라델피아 필리스(1977 ~ 1978)와 시카고 컵스(1978)에서 활약하였다. 그는 뉴욕 메츠(1984 ~ 1990), 신시내티 레즈(1993 ~ 1995), 오리올스(1996 ~ 1997), 로스앤젤레스 다저스(1999 ~ 2000)와 워싱턴 내셔널스(2011 ~ 13)를 감독하였다.
플로리다주 올랜도에서 태어난 존슨은 볼티모어 오리올스가 1965년과 1972년 사이에 4개의 아메리칸 리그 페넌트와 2개의 월드 시리즈 타이틀을 우승할 때 팀을 위한 출발 2루수였다. 그는 4회의 올스타 경기에 이루었고 3회의 롤링스 골드 글로브 상을 받았다. 존슨은 자신이 오리올스를 처음부터 끝까지 아메리칸 리그 동부 디비전 챔피언십으로 이끌 때 1997년 올해의 아메리칸 리그 감독 상을 수상하였다. 그는 1981년 이래 내셔널스를 프랜차이즈의 첫 디비전 타이틀로 이끌 때 2012년 내셔널 리그에서 똑같은 상을 수상하였다.
감독으로서 그의 가장 큰 성공은 자신이 메츠를 1986년 월드 시리즈 타이틀로 이끌 때였다. 팀은 1988년 그의 경계 아래 내셔널 리그 동부 타이틀을 포획하였다. 1995년부터 1997년까지 3년 동안 그가 지도한 팀들은 전부 자신들의 각자의 리그 챔피언십 시리즈로 이루어냈다 - 레즈(1995)와 오리올스(1996, 1997). 그는 후에 다저스와 내셔널스를 감독하였다.

## 선수 경력
텍사스 A&M 대학교에서 1개의 시즌 야구를 한 후, 존슨은 1962년 아마추어 자유 계약 선수로서 볼티모어 오리올스와 계약을 맺었다. 계약 후에 존슨은 자신이 97개의 경기들에서 10개의 홈런과 63개의 타구한 득점과 함께 .309를 안타한 클래스 C 캘리포니아 리그에서 스탁턴 포츠로 지정되었다. 1963년 AA 엘미라로 올라간 존슨은 시즌의 마지막 63개의 경기들을 위하여 AAA 로체스터로 승진하기 전에 63개의 경기에서 .326을 안타하였다. 전체의 1964년 시즌을 위하여 레드윙스로 돌아온 그는 19개의 홈런, 73개의 타점과 87개의 득점을 가졌다.
1965년 존슨은 봄 훈련의 외부로 오리올스에 이루었으나 20개의 경기들에서 제한된 시간 만을 보았고 자신이 레드윙스를 위하여 52개의 경기들에서 .301를 타구한 마이너 리그에서 시즌의 후반을 보냈다. 1966년 오리올스와 돌아온 존슨은 오리올스가 2루에서 그를 위한 공간을 만들려고 2루수 제리 아데어를 시카고 화이트삭스로 이적시킬 때 6월 13일까지 제한된 활약 시간을 보았다. 그는 그해의 월드 시리즈를 위한 올해의 아메리칸 리그 신인 선수 비밀 투표에서 3위를 하는 데 .257의 타구 평균, 7개의 홈런과 56개의 타점과 함께 응답하였다. 존슨은 다음 8개의 시즌들을 위하여 메이저 리그에서 전임적 출발 선수가 되려고 하여 한 시즌에서 활약한 142개 이상의 경기들을 평균하였다.
존슨은 1969년, 1970년과 1971년에 오리올스와 함께 다시 월드 시리즈에 도달하여 1970년 자신의 2번째 링을 수상하였다. 그는 또한 전부의 3개 시즌들의 2루에서 아메리칸 리그 골드 글로브 상을 수상하기도 하였다. 오리올스의 유격수 마크 벨랑거는 1969년과 1971년에 상을 수상함은 물론, 함께 활약하는 동안에 같은 시즌에 명예를 얻는 데 유격수-2루수 결합의 선발 명단에 가입하였다. 존슨과 벨랑거가 자신들의 상을 수상할 때에 3루수 브룩스 로빈슨도 또한 자신의 16개의 연속적 골드 글로브 연정 기록의 중간에 있었다.
1972년 시즌에 이어 118개의 경기들에서 자신이 .221 만을 안타하려한 한 경기에서 그는 마이너 리그 내야수 테일러 덩컨과 전 내셔널 리그 올해의 신인 선수 포수 얼 윌리엄스를 위하여 출발 투수 팻 돕슨과 로릭 해리슨과 포수 조니 오츠와 함께 애틀랜타 브레이브스로 이적되었다. 브레이브스와 시즌에 이어 존슨은 자신의 공격이 격발하고 42개의 2루수에 의한 가장 많은 하나의 시즌 홈런을 위한 로저 혼스비의 기록을 동점 매겼을 때 자신 경력의 최고 통계적 해를 즐겼다. 1973년의 브레이브스는 존슨이 43개, 대럴 에번스가 41개, 행크 에런이 40개를 안타할 때 같은 시즌에서 각각의 40개의 홈런을 치는 데 처음이자 마지막 동료 선수들의 3인방을 보였다. 존슨의 2번째로 높은 홈런 총계는 1971년 시즌에 있던 18개였다.
1975년 시즌으로 들어간 4개의 경기들과 자신의 단 하나의 타수에서 안타를 얻은 후, 존슨은 브레이브스에 의하여 나오게 되었다. 그는 센트럴 리그에서 요미우리 자이언츠와 계약을 맺어 1975년과 1976년 양시즌들에서 팀과 함께 활약하였다. 1977년 필라델피아 필리스와 자유 계약 선수로서 계약을 맺은 후, 귀국하였다. 만능의 내야수 활약으로 위임된 존슨은 아직도 78개의 경기들에서 8개의 홈런과 함께 .321를 안타하였고, 필리스가 다저스에게 패한 내셔널 리그 챔피언십 시리즈에서 1개의 경기에서 활약하였다.
1978년 시즌 동안에 대타자로서 2개의 그랜드 슬램 홈런을 쳐 시즌에서 그 일은 이루는 데 첫 메이저 리그 선수가 되었다. 다른 4명의 선수들 - 샌프란시스코 자이언츠의 마이크 아이비(1978), 뉴욕 양키스의 대릴 스트로베리(1998), 클리블랜드 인디언스의 벤 브루사드(2004)와 브레이브스의 브룩스 콘래드(2010)도 존슨의 위업과 맞먹으려 하였다. 곧이어 필리스는 그를 시카고 컵스로 이적시키고, 그는 시즌의 말기에 은퇴하기 전에 자신의 경력의 마지막 24개의 경기들에서 활약하였다.

## 감독 경력

### 마이너 리그
1979년 존슨은 AAA 인터아메리칸 리그의 마이애미 아미고스의 감독이 되는 데 기용되었다. 존슨이 .708의 승리율로 양도되고 드래프트되지 않은 선수들로 이루어진 팀을 지도하였어도 리그는 그 단하나의 시즌으로 72개의 경기들을 접고, 그들은 130개의 시즌을 활약하는 데 계획을 세웠다. 1981년 존슨은 뉴욕 메츠의 AA 팀 잭슨 메츠를 감독하는 데 기용되어 팀과 함께 자신의 단 하나의 시즌에서 68 승 66 패의 기록으로 팀을 이끌었다. 1983년 존슨은 71 승 68패의 기록과 함께 끝낸 메츠의 AAA 타이드워터 타이즈의 감독으로 임명되었다.

### 뉴욕 메츠

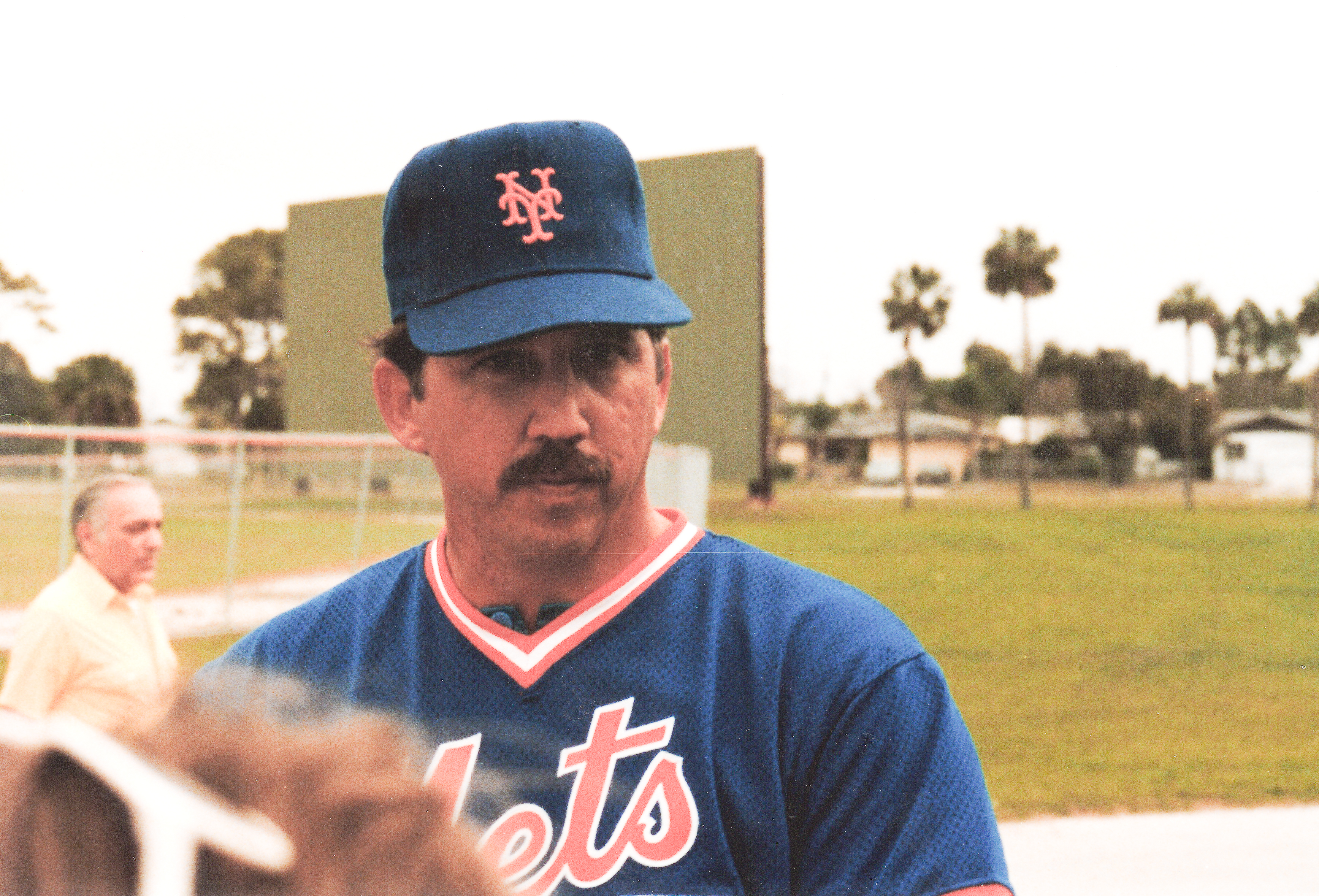
1986년 봄 훈련에서

1984년 존슨은 1973년 이래 페넌트를 우승하지 않은 팀 메츠를 차지하였다. 그는 자신의 첫 5개의 시즌들의 각각에서 최소한 90개의 경기들을 우승하는 데 첫 내셔널 리그 감독이 되었다. 메츠와 함께 그의 시간의 하이라이트는 1986년 보스턴 레드삭스를 상대로 월드 시리즈를 우승한 것이다. 1969년 오리올스에 있는 동안에 존슨은 메츠의 월드 시리즈 우승에서 마지막 아웃이었다.
하지만 존슨은 자신의 태평스러운 스타일과 함께 메츠의 경영을 짜증나게 하였다. 메츠가 1990년 시즌 초기에 분투할 때 20 승 22 패로 시즌을 시작하면서 그는 해임되었다. 그는 메츠 역사상 가장 많이 이긴 감독으로 남아있으며, 프랭크 캐신, 대릴 스트로베리와 드와이트 구든과 함께 2010년 8월 1일 메츠 명예의 전당에 헌액되었다.

### 신시내티 레즈
야구의 외부에서 2개 이상의 시즌들 후에 신시내티 레즈는 1993년 시즌으로 들어간 44개의 경기들에서 존슨을 기용하였다. 메츠와 함께 상태로서 존슨은 레즈를 거의 즉시 소생시켰다. 그는 1994년 선수들의 파업 당시에 팀을 내셔널 리그 중부로 이끌었고, 1995년 첫 공식적 내셔널 리그 중부 타이틀을 우승하였다. 하지만 그해 시즌 초기에 레즈의 소유자 마지 쇼트는 존슨이 1996년 돌아오지 않을 것이라고 공고하였다. 쇼트는 전 레즈의 3루수 레이 나이트가 1996년 감독으로서 차지할 이해와 함께 그를 벤치 코치로 기용하였다.
존슨과 쇼트는 절대 어울리지 못하였고, 그들의 관계들은 그가 1994년 시즌 이후에 해임될 뻔한 포인트로 저하시켰다. 대부분의 평가들에 의하여, 쇼트가 존슨이 그의 약혼녀 수잔과 결혼하기 전에 함께 살고 있다는 것을 찬성하지 않은 이유로 최종의 적은 부담이 왔다. 워싱턴 포스트에 의하면 1995년 시즌이 존슨의 레즈와 함께 마지막 시즌일 것이라고 시작되기 전에 쇼트가 결정하였다.

### 볼티모어 오리올스
1996년 존슨은 오리올스의 감독으로서 볼티모어에 돌아왔고, 팀은 그의 첫 시즌에 와일드 카드 플레이오프 위치를 얻었다. 그 일은 1983년 월드 시리즈를 우승한 이래 공식 이후의 시즌으로 오리올스의 첫 여행이었고, 1997년 아메리칸 리그 동부로 갔다.
하지만 존슨과 오리올스의 소유자 피터 앙겔로스는 전혀 어울리지 못하였다. 사실 둘은 거의 서로 말을 하지 않았다. 소문에 의하면 결론은 1997년 4월 로베르토 알로마가 팀의 연회와 그해의 올스타 브레이크 동안에 AAA 로체스터를 상대로 시범 경기를 뛰어 넘은 이유로 존슨이 그에게 벌금을 물릴 때 왔다. 존슨은 자신의 부인이 기금자로 지낸 구호금으로 벌금을 위하여 체크에 의한 벌금을 내는 데 알로마에게 명령을 내렸다. 하지만 알로마는 선수들의 조합 변호사들이 이득의 가능한 논쟁으로 그에게 조언한 후에 알로마는 돈을 다른 구호금으로 돈을 기증하였다. 시즌 후의 협상들에서 앙겔로스는 알로마에게 벌금을 물리게 한 이유로 존슨을 해임시키는 데 자신이 숙고한 것으로 알려지게 놔두었다. 존슨은 자신이 벌금에 관한 판결에서 자신이 잘못한 것을 인정하려고 준비하였으나, 앙겔로스는 그에게 원인을 위하여 존슨을 해임시키는 데 앙겔로스에게 근거를 준 결정을 떠나지 않으면서 존슨이 철없이 행동한 인정한 것을 요구하였다. 존슨은 거부하고, 존슨이 올해의 아메리칸 리그 감독으로 임명된 같은 날에 앙겔로스가 받아들인 그의 사임을 마련하였다. 오리올스는 2012년까지 다시는 또다른 우승 시즌을 가지지 않았다.

### 로스앤젤레스 다저스
1999년 존슨은 로스앤젤레스 다저스의 감독으로 기용되었다. 존슨은 자신의 감독 경력의 단 하나의 완전히 패배의 시즌을 겪어 .500 아래 8개의 경기들에서 3위를 하였다. 다저스가 다음 해에 2위로 다시 일어서는 동안에 존슨의 직업을 구하는 데 충분하지 못하였다.

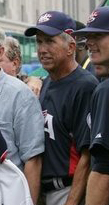
월드 베이스볼 클래식에서

### 올림픽과 팀 USA
존슨은 로베르트 엔호른의 결석 동안에 2003년 잠시 네덜란드 야구 국가대표팀을 감독하였고, 그러고나서 2004년 하계 올림픽에서 엔호른 아래에 벤치 코치를 지냈다. 그는 그러고나서 네덜란드에서 열린 2005년 야구 월드컵에서 팀 USA의 감독이 되었다. 미국 팀은 준준결승전에서 최후의 우승팀이며 24회의 월드컵 챔피언 쿠바에게 11 대 3으로 떨어지기 전에 6 대 2의 기록과 함께 그룹 경기에서 2위를 위하여 동점을 매겼다. 니카라과에게 다음의 9 대 0으로 패한 미국 팀은 자신이 11 대 3과 함께 이긴 푸에르토리코와 7위 경기로 놓여졌다.
존슨은 2006년 월드 베이스볼 클래식에서 팀 USA를 위한 벤치 코치를 지냈고, 2008년 하계 올림픽과 2009년 월드 베이스볼 클래식에서 팀 USA를 감독하였다. 2009년 존슨은 플로리다 대학 여름 리그 덜랜드 선스를 위한 총감독이었으며, 2010년 샌퍼드 리버래츠 시즌을 위하여 총감독으로 돌아왔다.

### 워싱턴 내셔널스
존슨은 당시 부회장이자 총지배인 짐 보우던에 의하여 상담자로서 임명될 때 2006년 6월 7일 워싱턴 내셔널스의 본부에 처음으로 가입하였다. 그는 2009년 캠페인 이후에 현재의 총지배인 마이크 리조에게 상급 조언자로 임명되었다. 그는 3일 전에 짐 리글먼의 기대하지 않은 사임 이후인 2011년 6월 26일 내셔널스의 감독이 되었다. 그는 그해 시즌의 나머지를 위하여 감독으로 지냈다. 10월 31일 내셔널스는 존슨이 2012년 시즌을 위하여 자신들이 감독일 것이라고 공고하였다.
2012년 10월 1일 존슨은 1981년(몬트리올 엑스포스 시절) 이래 내셔널스를 프랜차이즈의 첫 디비전 타이틀로 이끌어 결국 그해 야구에서 가장 많은 우승인 98개의 프랜차이즈 기록을 성취하였다. 11월 10일 존슨은 2013년을 위하여 내셔널스의 감독으로서 복귀하는 데 계약을 맺었다. 11월 13일 존슨은 올해의 내셔널 리그 감독으로 임명되었다. 2013년 9월 29일 존슨은 은퇴를 선언하였고, 이듬해 상담자가 되었다.